# 柯維騏
柯維騏（1497年—1574年），字奇純，號希齋，福建興化府莆田縣人，民籍，明朝歷史學家、經學家。

## 生平
正德十一年（1516年）丙子科福建鄉試第二十四名舉人，嘉靖二年（1523年）癸未科二甲第九十名進士。授南京戶部主事，引疾致仕。當時張孚敬規定：“京朝官病滿三年者概罷免”。他恰在罷免之列，自此無意仕進，潛心寫書，萬曆二年（1574年）卒。

## 著作
將《宋史》與《遼史》、《金史》合為一書《宋史新編》，並著有《講義》、《經義答問》、《史記考要》、《續莆陽文獻志》、《藝余集》、《雜著》以及《河汾傳》等書。

## 事跡
據劉聲木《萇楚齋隨筆》載：「柯維騏為專一心志，矢志著述其《宋史新編》，竟毅然自宮」。在沈德符《敝帚軒剩語》、《萬曆野獲編》中亦有類同記載。

## 家族
從曾祖柯潛，詹事府少詹事；曾祖柯浚，壽官；祖父柯暄，贈大理寺評事；父柯英，徽州府知府。母蔣氏（封孺人）。兄柯維熊（工部郎中）、柯維羆。柯維羆子柯本。